# Jeanna F. Gallo
Jeanna F. Gallo ist eine US-amerikanische Drehbuchautorin.
Gallo war seit ihrer Kindheit ein Fan von Star Trek und gehörte Ende der 1960er Jahre zu den Leuten, die Briefe an den Fernsehsender NBC schickten, um die Absetzung der Originalserie Raumschiff Enterprise zu verhindern. Später schrieb sie Fan-Fiction-Geschichten für Fanzines. Durch ihre Bekanntschaft mit der Autorin und Produzentin Jeri Taylor konnte sie 1993 einen Drehbuchentwurf für eine Folge der Serie Raumschiff Enterprise – Das nächste Jahrhundert einreichen. Nach einer Überarbeitung durch Taylor (Story) und Brannon Braga (Teleplay) wurde daraus die Folge 7.14 Ronin (Originaltitel: Sub Rosa), in der Gallo in den Credits mit der recht unüblichen Formulierung „based on material by“ („basierend auf Material von“) genannt wird. Nachdem Taylor ihr die Serienbibel für Star Trek: Raumschiff Voyager zugeschickt hatte, schrieb Gallo auch für diese Serie einen Drehbuchentwurf, in dem es um Dinosaurier von der Erde ging. Die Grundidee wurde schließlich in der Folge 3.23 Herkunft aus der Ferne (Originaltitel: Distant Origin) wieder aufgegriffen, Gallo blieb hier aber in den Credits unerwähnt.
Abgesehen von ihren Beiträgen zu Star Trek ist über Gallo nichts bekannt. Aufgrund dieses Informationsmangels kam es zu Spekulationen, dass sie gar keine echte Person sei, sondern vielmehr ein Pseudonym der Schriftstellerin Anne Rice. Grund für diese Vermutung war eine gewisse Ähnlichkeit der Handlung von Ronin zu Rices Roman Hexenstunde (Originaltitel: The Witching Hour). Dies wurde jedoch mehrfach bestritten, zum einen in einer mutmaßlich von Gallo selbst verfassten Stellungnahme in der Internet Movie Database, zum anderen von Jeri Taylor und Brannon Braga, die Ronin als eine Hommage an den Film Schloß des Schreckens von 1961 geplant und mit allen möglichen Geister-Klischees angereichert hatten.